# Primitive Radio Gods
 (janvier 2021).
 (septembre 2023).
Si vous disposez d'ouvrages ou d'articles de référence ou si vous connaissez des sites web de qualité traitant du thème abordé ici, merci de compléter l'article en donnant les références utiles à sa vérifiabilité et en les liant à la section « Notes et références ».
Primitive Radio Gods est un groupe de rock alternatif américain du sud de la Californie. Les membres actuels se composent du leader Chris O'Connor, qui interprète le chant et la basse ; le percussionniste Tim Lauterio ; et Luke McAuliffe, qui apporte diverses instrumentations supplémentaires (guitares, violons, piano) ainsi qu'une grande partie de l'art qui est apparu sur les albums et le site Web du groupe. L'ancien membre Jeff Sparks a écrit, chanté et joué de la basse avant de quitter le groupe pour poursuivre d'autres projets musicaux en 2001.
Le groupe est surtout connu pour son hit de 1996 Standing Outside a Broken Phone Booth with Money in My Hand qui a atteint le n° 1 sur le palmarès Billboard Alternative Songs.